# Tomichite
La tomichite è un minerale appartenente al gruppo della derbylite.